# Das Gedicht. Zeitschrift für Lyrik, Essay und Kritik
Das Gedicht (Eigenschreibweise: DAS GEDICHT) ist eine seit 1993 jährlich erscheinende Lyrikzeitschrift in Buchformat (Untertitel: Zeitschrift für Lyrik, Essay und Kritik).
Sie wurde von dem Schriftsteller und Verleger Anton G. Leitner zusammen mit Ludwig Steinherr gegründet und von 1994 bis 2007 sowie 2020 bis 2022 von Leitner alleine herausgegeben. Von 2008 bis 2019, 2023 und 2024 wurde Das Gedicht von wechselnden Mitherausgebern veröffentlicht.
Da besonders in der Gattung Lyrik der literarische Diskurs im deutschsprachigen Raum in Zeitschriften, Jahrbüchern und Anthologien repräsentativ verhandelt wird, spiegelt Das Gedicht als Phänomen im Literaturbetrieb produktionsästhetische Trends. Darüber hinaus lassen sich aus den einzelnen Ausgaben auch Entwicklungen im rezeptiven Verhalten zur Lyrik bei einem breiteren Publikum ablesen.

## Schwerpunkt
Inhalt sind Erstveröffentlichungen älterer bekannter, speziell aber auch jüngerer Autoren, sowie Essays zur Poetologie, dem Formen- und Themenwandel der Lyrik. Seit 2000 widmen sich die jeweiligen Folgen einem Schwerpunktthema (u. a. Erotik, Religion, Popkultur, Politik, Kinder, Tiere, Gesundheit und Natur). Weiterhin enthalten die buchstarken Ausgaben Kritiken und Kommentare sowie (bis einschließlich Bd. 14) eine Bibliografie zu lyrischen Neuerscheinungen deutschsprachiger Verlage.
Die national wie international vielbeachtete Arbeit der Zeitschrift Das Gedicht wird flankiert von einer breit angelegten Öffentlichkeits- und Pressearbeit, die versucht, die gesellschaftliche Akzeptanz von Poesie in der Gesellschaft zu erhöhen. Somit bewirkt die Zeitschrift einen länderübergreifenden, öffentlichen Diskurs über Lyrik. Das Gedicht erhält in der Regel keine Subventionen aus öffentlichen Mitteln und erhält sich dadurch ihre publizistische Unabhängigkeit.
Am 7. November 2024 beschloss der Kulturausschuss des Münchner Stadtrats einstimmig, den literarischen Vorlass und die Archive (Initiative Junger Autoren, Verlagsarchiv DAS GEDICHT) von Anton G. Leitner für das Monacensia-Literaturarchiv der Stadt München im Hildebrandhaus anzukaufen. Der vereinbarte Ankaufspreis ist geheim.

## Geschichte
Die Zeitschrift zählt inzwischen zu den auflagenstärksten Literaturzeitschriften im deutschen Sprachraum. Internationales Aufsehen erregte die Jahresschrift z. B. mit der Liste der Jahrhundertdichter (Ausgabe Nr. 7, 1999/2000), die weltweit millionenfach nachgedruckt wurde. Anton G. Leitner hatte zur Jahrhundertwende 50 führende Persönlichkeiten aus dem literarischen Leben eingeladen, die nationalen und internationalen Top 100 der Lyrik zu bestimmen.
Interventionen wie die TOP-100-Dichter, die Das Gedicht mit einer 50-köpfigen Kommission aus Literaturwissenschaftlern, Lyrikern, Herausgebern und Kritikern ermittelte, führten nicht nur zur internationalen Beachtung der Zeitschrift, sondern machten Das Gedicht zu einem Modell für erfolgreiche Kulturvermittlung. In der Bayerischen Staatszeitung und im Bayerischen Rundfunk erschienen positive Rezensionen zur Arbeit der Zeitschrift.
Schon die erste Ausgabe im Oktober 1993 erfuhr flächendeckende Beachtung (ca. 130 Berichte in Zeitschriften, Zeitungen und Rundfunk) im gesamten deutschsprachigen Raum. Viele Kommentatoren würdigten die konzeptionelle Klarheit sowie die überregionale und generationsübergreifende Orientierung der neuen Zeitschrift. Diese Ausrichtung machte die Zeitschrift zu einem „integrativen“ Medium für zeitgenössische Lyrik. Wie kaum ein anderes Organ für Lyrik konnte Das Gedicht die Diskussion über die Kunst der Poesie bei einer breiteren Leserschaft anfachen. Die Stuttgarter Zeitung schrieb, dass mit dieser Zeitschrift für die Lyrik „eine Spurensuche nach einer neuen Identität“ beginne.

### Erotik-Special Skandal 2000/2001
Auf die Erotik-Ausgabe Bd. 8 der Zeitschrift reagierten im Herbst 2000 Teile des Buchhandels mit einem Verkaufsboykott, weil sie die darin publizierte Liebeslyrik führender deutscher Lyriker als Pornografie missverstanden. Die Süddeutsche Zeitung schrieb, das Erotik-Special sei „anstößig und dennoch ungewöhnlich authentisch.“ Zur Innengestaltung des Bandes hatte der Künstler Gerhard Rühm mit „Bildstrophen“ beigetragen.

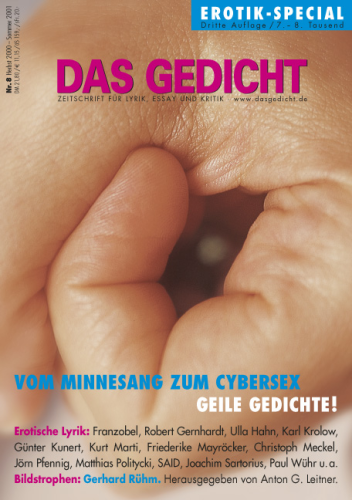
Das Gedicht Bd. 8: Vom Minnesang zum Cybersex - geile Gedichte

 Die Ausgabe erreichte eine Auflage von 10.000 Exemplaren. Das Nachrichtenmagazin Der Spiegel berichtete:

„Ein Buchladen in Mainz lehnte die Zeitschrift mit der Begründung ab, dass der ‘Dom nicht weit sei’. In Münster wurde die Annahme von zehn bestellten Exemplaren verweigert, ein anderes Geschäft schickte die Bände gleich zurück. In Dachau empörte sich ein Dichter derart über die Verse, dass er an den Verleger schrieb, er wolle sein Geld künftig lieber in ein zusätzliches ‘Tragl’ Weißbier investieren, als einen Gedichtband zu kaufen. Eine Buchhändlerin erklärte schlicht, sie könne das ‘Erotik-Special’ in ihrem Geschäft nicht auslegen. Der Schweizer Dichter und reformierte Stadtpfarrer Kurt Marti, selbst mit einem erotischen Gedicht in dem Band vertreten, äußerte sich amüsiert über den ‘höchst vielschichtigen Gedichtband’.“

Die Reaktionen von empörten Händlern reichten von wüsten Beschimpfungen bis hin zu Morddrohungen gegen den Herausgeber. Die Redaktion hatte solchen Reaktionen jedoch schon etwas vorgebeugt und der Ausgabe heraustrennbare schwarze Balken als Zensurbalken-Kollektion beigelegt, die erlaubten, anstößige Verse während der Lektüre zu überdecken.
Als sich jedoch mehrere überregionale Medien (u. a. ZDF, PRO 7, RTL, Bild, Spiegel Online, Süddeutsche Zeitung sowie der Videotext des Bayerischen Rundfunks) hinter Leitners erotische Auswahl stellten, avancierte die Folge zur Kultnummer. Das Münchner Nachrichtenmagazin Focus platzierte die Nummer auf Platz 41 in seinem Ranking „Die 100 besten Bücher“ (vgl. Focus Nr. 42/2000), der Westdeutsche Rundfunk sendete jeden Tag ein erotisches Gedicht aus dem Erotik-Special von Das Gedicht und Lilo Wanders rezitierte daraus in ihrer Sendung Wa(h)re Liebe.

### Poesie in der Öffentlichkeit

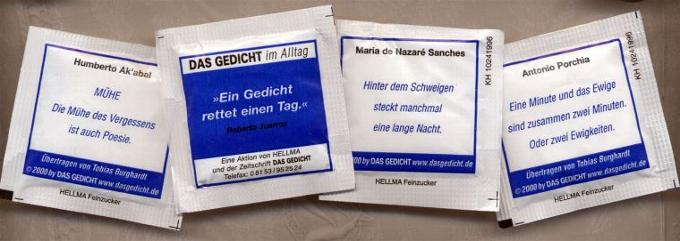
Feinzucker der Firma HELLMA mit Versen bedruckt

Von der ersten Ausgabe an war der Kreis um Das Gedicht bestrebt, Lyrik im gesellschaftlichen Kontext zu sehen. So legten die Herausgeber der ersten Ausgabe 1993 eine Sonderbeilage zum Thema Gedichte und Stasi bei.
In Zusammenarbeit mit dem Literaturwissenschaftler Ulrich Johannes Beil regte Das Gedicht eine Debatte über die Frage „Gibt es ein europäisches Gedicht?“ an. Neben Übersetzungen aus z. B. dem Englischen, Spanischen, Griechischen beleuchtet die Zeitschrift regelmäßig die deutschsprachige Lyrik außerhalb Deutschlands. Gleichzeitig belebt die Zeitschrift immer wieder eine produktive Streitkultur unter Dichtern; so beteiligten sich Durs Grünbein, Walter Höllerer und Jürgen Becker an der Diskussion langes oder kurzes Gedicht. Der Kritiker Joachim Kaiser vom Bayerischen Rundfunk legte den Schwerpunkt einer Rundfunksendung auf diese Diskussion (Bayern2Radio).
Im Oktober 1999 forderte Anton G. Leitner im Namen der Redaktion Das Gedicht in einer öffentlichen Erklärung die Aberkennung des Doktortitels der Germanistin Elisabeth Frenzel, die das Standardwerk Daten deutscher Dichtung verfasste, weil ihre Doktorarbeit „antisemitische Tendenzen“ enthalte.
Es entbrannte eine heftige Diskussion, an der sich auch der Präsident der Humboldt-Universität zu Berlin beteiligte. „Wir würden uns damit in die unrühmliche Tradition des Nationalsozialismus stellen, als aus rassischen oder politischen Gründen akademische Titel aberkannt wurden“, erklärte er. Die Süddeutsche Zeitung machte dieses Argument „ratlos“. „Das darf hier kein Argument sein“, so das Blatt (SZ 14. Oktober 1999). Anton G. Leitner erhielt durch diese Kontroverse anonyme Drohbriefe mit antisemitischem Inhalt.

### Internationales Gipfeltreffen der Poesie
Am 23. Oktober 2012 feierte die Zeitschrift ihre Jubiläumsausgabe Band 20 mit einem Lesungsabend unter dem Titel Internationales Gipfeltreffen der Poesie im Literaturhaus München. Im Rahmen dieser Veranstaltung lasen 60 namhafte Dichter aus Deutschland, Österreich, der Schweiz und Luxemburg, u. a. Friedrich Ani, Ulrike Draesner, Franz Xaver Kroetz, Paul Maar, Matthias Politycki, Said, Joachim Sartorius und Robert Schindel. Die Veranstaltung wurde vom Bayerischen Rundfunk aufgezeichnet, die erste Ausstrahlung im Fernsehen erfolgte am 12. Januar 2013 auf BR-alpha in der Sendereihe Denkzeit (156 Sendeminuten).

### Ein Vierteljahrhundert Das Gedicht

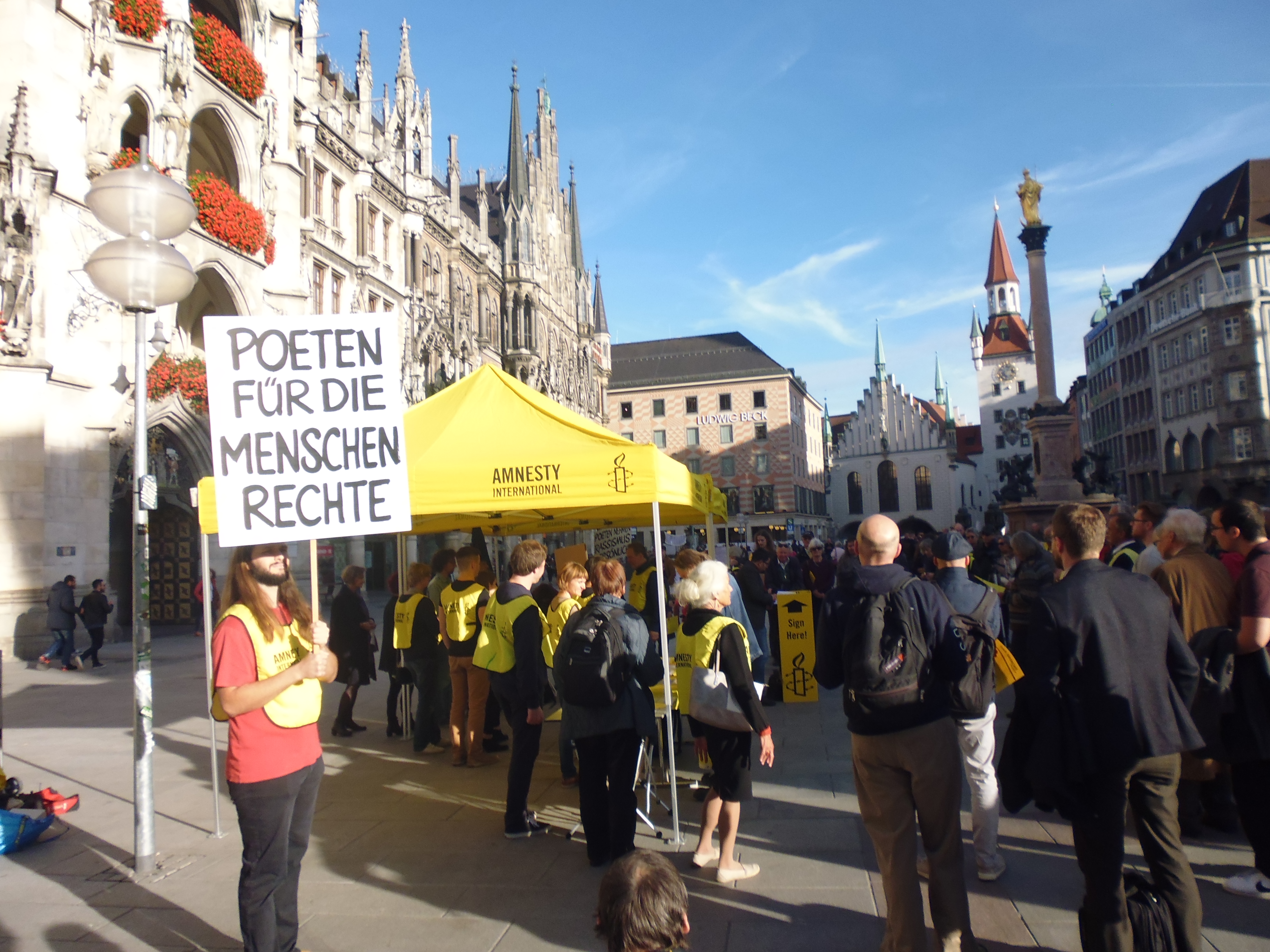
Lesung für Amnesty International auf dem Marienplatz in München

Das Erscheinen der 25. Ausgabe von Das Gedicht im Oktober 2017 begleiteten mehrere Veranstaltungen. Unter dem Titel „Die Zukunft der Poesie“ fand am 24. Oktober in Kooperation mit dem Bezirk Oberbayern ein internationales Lyrik-Colloquium im Kloster Benediktbeuern statt. Es referierten unter anderem Paul-Henri Campbell, Christophe Fricker, Uwe Michael Gutzschhahn, Klára Hůrková, Erich Jooß und Anatoli Kudrjawitzki. Am 25. Oktober fand die Demonstration „Poeten für Menschenrechte“ auf dem Münchner Marienplatz statt veranstaltet von Das Gedicht und Amnesty International, an der unter anderem Melanie Arzenheimer, Michael Augustin, Sujata Bhatt, Semier Insayif, Said und Ludwig Steinherr teilnahmen. Am selben Tag wurde bei einer Lesung im Literaturhaus München mit über 60 Mitwirkenden die Jubiläumsausgabe von Das Gedicht vorgestellt. Die Laudatio hielten Friedrich Ani und Christoph Leisten.

## Internationale Ausgabe

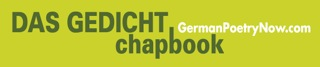
German Poetry Now

Zusammen mit Paul-Henri Campbell als Mitherausgeber und Übersetzer startete die Redaktion Das Gedicht im Januar 2014 erstmals eine internationale Ausgabe in englischer Sprache: Das Gedicht chapbook. German Poetry Now. Die erste Nummer (Vol. 1: Pegasus & Rosinante. When Poets Travel.) basiert auf Band 21 der Hauptausgabe und enthält etwa die Hälfte von deren Texten, u. a. Gedichte von Günter Kunert, Helmut Krausser, Tanja Dückers, Matthias Politycki und Jan Wagner. Sie erschien als Printausgabe und E-Book.
2016 folgte die zweite internationale Ausgabe (Vol. 2: Lustful Things – Geile Sachen) mit neuem Konzept: Der Band enthält alle in der gleichnamigen Online-Anthologie auf DAS GEDICHT blog erschienenen Gedichte sowohl auf Englisch als auch auf Deutsch.

## Einführung der Online-Redaktion
Neben der 1995 eingerichteten Webseite der Zeitschrift betreibt der Verlag seit Oktober 2009 auf YouTube einen eigenen Kanal für Lyrik-Clips („dasgedichtclip“) mit Live-Mitschnitten von Lesungen. Im Jahr 2012 startete zur Jubiläumsausgabe Band 20 ein begleitendes Weblog („dasgedichtblog“) mit Informationen zur Jubiläumsausgabe und Veranstaltungen im Jubiläumsjahr. Auf „dasgedichtblog“ wurde außerdem ein Register aller Beiträge der Ausgaben 1 bis 25 veröffentlicht. Der Blog begleitet und ergänzt die Druckausgabe der Zeitschrift. Die Folge 21 (Pegasus & Rosinante. Wenn Poeten reisen.) z. B. wurde mit multimedialen Beiträgen zur Geschichte der Reisepoesie vorbereitet, die Paul-Henri Campbell kuratierte.
In seiner Funktion als Verantwortlicher für den Videokanal „dasgedichtclip“ initiierte Gedicht-Herausgeber Anton G. Leitner zusammen mit der medienakademie München und anderen Institutionen wie der Stiftung Lyrik Kabinett das „1. Poesiefilmfestival München – Goethe Goes Video“ (Februar 2014).

## Auszeichnungen (Auswahl)
- 1996 AusLese, Preis der Stiftung Lesen[77]
- 1997 Victor Otto Stomps-Preis[78]
- 1999 Kogge-Literaturpreis der Stadt Minden[79]
- 2001 Kulturförderpreis des Landkreises Starnberg
- 2016 Tassilo-Kulturpreis der Süddeutschen Zeitung[80][81]
- 2022 Deutscher Verlagspreis[82]
- 2022 Verlagsprämie des Freistaats Bayern[83]
- 2023 Deutscher Verlagspreis[84][85]
- 2023/24 Alexander Sacher Masoch-Preis des Literaturhauses Wien[86]